# Хайнрих XIII Ройс цу Грайц
Хайнрих XIII/XIV 'Млади' Ройс цу Грайц (на немски: Heinrich XIII Reuss zu Greiz, 'der Jüngste'; Heinrich XIII., „der Stille“; * 1464; † 8 юни 1535 в Грайц) от фамилията Ройс (старата линия) е господар на Плауен, от 1485 г. на Грайц, Обер-Грайц, от 1529 г. до смъртта си господар на Шауенфорст и на Кранихфелд.
Той е най-малкият син на Хайнрих IX 'Стари' Ройс-Плауен, Хинтершлос и Грайц († 1476) и съпругата му Магдалена фон Шварценберг († 1498), дъщеря на фрайхер Еркингер I фон Зайнсхайм, барон Шварценберг († 1437) и Барбара фон Абенсберг († 1448).
Брат е на Хайнрих XIII 'Средния', фогт на Ройс-Плауен († 1526/1539), на Хайнрих XI фон Ройс-Грайц, фогт на Ройс-Плауен († 1500/1502), на Хайнрих фон Плауен († сл. 1469), ректор на университет Ерфурт през 1469 г., и на двама Хайнрих, които са духовници.
При подялбата от 1485 г. Хайнрих XIII получава половин Грайц, наследява 1502 г. от Хайнрих XI другата част на господството и купува 1529 г. Обер-Кранихфелд и Шауенфорст от Хайнрих XII.

## Фамилия
Хайнрих XIII/XIV Ройс-Плауен-Грайц се жени пр. 14 февруари 1506 г. за Доротея фон Колдиц († пр. 1523), дъщеря на Тимо X цу Билин-Граупен, фогт на Оберлаузиц († сл. 1508) и Маргарета фон Вартенберг († сл. 1521). Те имат две деца:
- Магдалена фон Плауен († 11 ноември 1571), омъжена 1533 г. за Вилхелм Шенк фон Ландсберг († 1559)
- Хайнрих XIV/XV (* ок. 1506; † 22 март 1572), господар на Унтерграйц (1564 – 72), Обер-Кранихфелд (1566 – 72), женен ок. 1524 г. за Барбара фон Меч (1507 – 1580)

Хайнрих XIII Ройс-Плауен-Грайц се жени втори път ок. 1521 г. за Амалия фон Мансфелд-Фордерорт (* 1506; † сл. 5 октомври 1554), дъщеря на граф Ернст II фон Мансфелд-Фордерорт (1479 – 1531) и Барбара фон Кверфурт († 1511). Те имат децата:
- Маргарета († пр. 25 септември 1554)
- Доротея (* 1523; † 21 август 1572), омъжена на 12 февруари 1551 г. в Глаухау за Георг I фон Шьонбург-Глаухау (1529 – 1585)
- Анна (* 1524; † 22 април 1552), абатиса на Гернроде 1552
- Хайнрих XVI Ройс-Плауен-Оберграйц „Средния“|Хайнрих XVI/XV 'Средния']] (* 8 ноември 1525; † 22 юни 1578), господар на Ройс-Плауен-Оберграйц, женен на 27 октомври 1560 г. във Ваймар за графиня Мария Салома фон Йотинген-Йотинген (* 12 януари 1535 в Йотинген; † 12 януари 1603 в Грайц)
- Марта († сл. 4 август 1550)
- Барбара (* 1528), омъжена на 22 ноември 1556 г. в замък Мансфелд за граф Фолрад V фон Мансфелд-Хинтерорт († 1578)
- Хайнрих XVII/XVI 'Млади' (* 29 декември 1530; † 6 април 1572), граф и господар на Плауен, Грайц, Кранихфелд, Гера, женен I. 1556 г. за графиня Елизабет Бригита фон Шварцбург-Лойтенбург († 1564), II. на 6 януари 1566 г. в Цайц за графиня Доротея фон Золмс-Лаубах-Зоневалде (1547 – 1595)

Вдовицата му Амалия фон Мансфелд-Фордерорт се омъжва втори път за Йоахим фон Глайхен-Рембда († пр. 1544) и трети път за неговия братовчед Йоахим Якоб фон Глайхен-Рембда († пр. 1544).